# 杉木隆幸
杉木 隆幸（すぎき たかゆき、1976年7月29日 - ）は富山県高岡市出身の役者。現在は
株式会社エクサプローズプロモーションに所属。

## 人物
高岡市出身。大学生より演劇活動開始。

## 出演作品

### 舞台
- 夜が掴む（オフィスコットーネプロデュース 大竹野正典没後10年記念公演 第2弾）
- アトムが来た日（serial number）
- 海辺の鉄道の話  （水戸芸術館ACM劇場プロデュース）
- ROBOTA（serial number）
- フロトポ×ヒノカサ 『纏者の皿』
- ちゅらと修羅（風琴工房）
- penalty killing -remix ver.-（風琴工房）
- 4センチメートル（風琴工房）
- OKINAWA1972（流山児☆事務所）
- insider～hedge2～（風琴工房）
- 悪魔を汚せ（鵺的）
- PENALTY KILLING（風琴工房）
- 無頼茫々（風琴工房）
- ドッグウェイ（劇団サッソク）
- タダエリ（劇団リケチカ）
- hedge(風琴工房)
- タイタス・アンドロニカス（熱帯ラボ）
- 幻戯（鵺的）
- 鵺的 第12回公演「悪魔を汚せ」【再演】
- serial number03 コンドーム0.01
- 第27班 本公演 – 10 -「潜狂」
- 夢・桃中軒牛右衛門の（流山児★事務所）[1]
- 飲める醤油（あひるなんちゃら）[2]
- 神話、夜の果ての（serial number）[3]
- おまえの血は汚れているか（演劇ユニット鵺的）[4]

### 映画
- Selfish.(Butkind) （監督：谷口雄一郎）
- 犬のようだ（監督：甲斐博和）
- ぴかぴか（監督：頃安祐良）
- 聴こえてる、ふりをしただけ（監督：今泉かおり）
- 初夜（監督：甲斐博和）

### テレビ
- テレビ東京『新宿セブン』第9話
- フジテレビ 『'17春の特別編』「カメレオン俳優」（2017年）
- テレビ朝日 『就活家族』
- Huluオリジナルドラマ『代償』第1話・第4話
- 警視庁ゼロ係〜生活安全課なんでも相談室〜 第5シリーズ（2021年） ‐ 上田隆文 役
- 大河ドラマ『青天を衝け』（2021年、NHK）
- 『DOCTOR PRICE』第5話（2025年8月10日、読売テレビ・日本テレビ） - 昭栄総合病院院長・風間 役[5]

### PV
- 埋火「溺れる魚」（監督：頃安祐良）